# Патканян, Рафаэл Габриэлович
Рафаэ́л Габриэ́лович Патканя́н (арм. Ռափայել Գաբրիելի Պատկանյան) (8 [20] ноября 1830, Нахичевань-на-Дону — 22 августа [3 сентября] 1892, там же) — армянский поэт — один из основоположников армянской гражданской поэзии, прозаик, переводчик, общественный деятель. Значительная часть литературных произведений опубликована под псевдонимом Гамар-Катипа (иногда встречается написание «Камар-Кантипа»).

## Биография
Родился 20 ноября 1830 года в городе Нахичевань-на-Дону в доме по адресу улица Мясникова, дом 11, в семье местного священнослужителя, педагога и поэта-любителя Габриэля Патканяна. Начальное обучение получил в школе отца, где, в частности, познакомился с Микаэлом Налбандяном, с которым на протяжении жизни сохранял дружеские отношения.
Высшее образование получил в Москве в Лазаревском институте восточных языков. По завершении курсов в 1850 году определился учителем в Тифлисскую армянскую Нерсесовскую семинарию. В 1852 году поступил в Дерптский университет. По окончании курса в Дерпте продолжил учёбу в Петербургском университете. Был слушателем ряда германских университетов.
В годы учёбы в Санкт-Петербурге создал армянский студенческий литературный кружок. Акроним, сформированный из инициалов активистов кружка — «Гамар-Катипа» — был позже использован им как псевдоним при издании первых собственных произведений, в частности, литературных сборников 1855—1857 годов.
В 1862 году открыл в Петербурге армянскую типографию, в которой, помимо его собственных произведений, издавались армянские переводы русской и зарубежной литературы.
В 1865 году основал в Петербурге просветительский журнал «Север», ориентированный на армянскую аудиторию. Имелось в виду, что «Север» заменит закрывшийся незадолго до того московский журнал «Северное Сияние», издававшийся армянским педагогом и общественным деятелем С. Назарянцем. В 1867 году журнал закрылся по финансовым причинам — количество подписчиков оказалось невелико.
В 1867 году после закрытия журнала «Север» навсегда вернулся в Нахичевань-на-Дону, где открыл общеобразовательную школу и ремесленное училище для детей бедняков, лично возглавив последнее. Самостоятельно финансировал работу этих учебных заведений — обучение было бесплатным, в училище дети получали питание «за счёт заведения».
Умер 3 сентября 1892 года в Нахичевани-на-Дону в том же доме, где был рождён, похоронен у храма армянского монастыря Сурб Хач рядом с могилой М. Налбандяна.

## Творчество

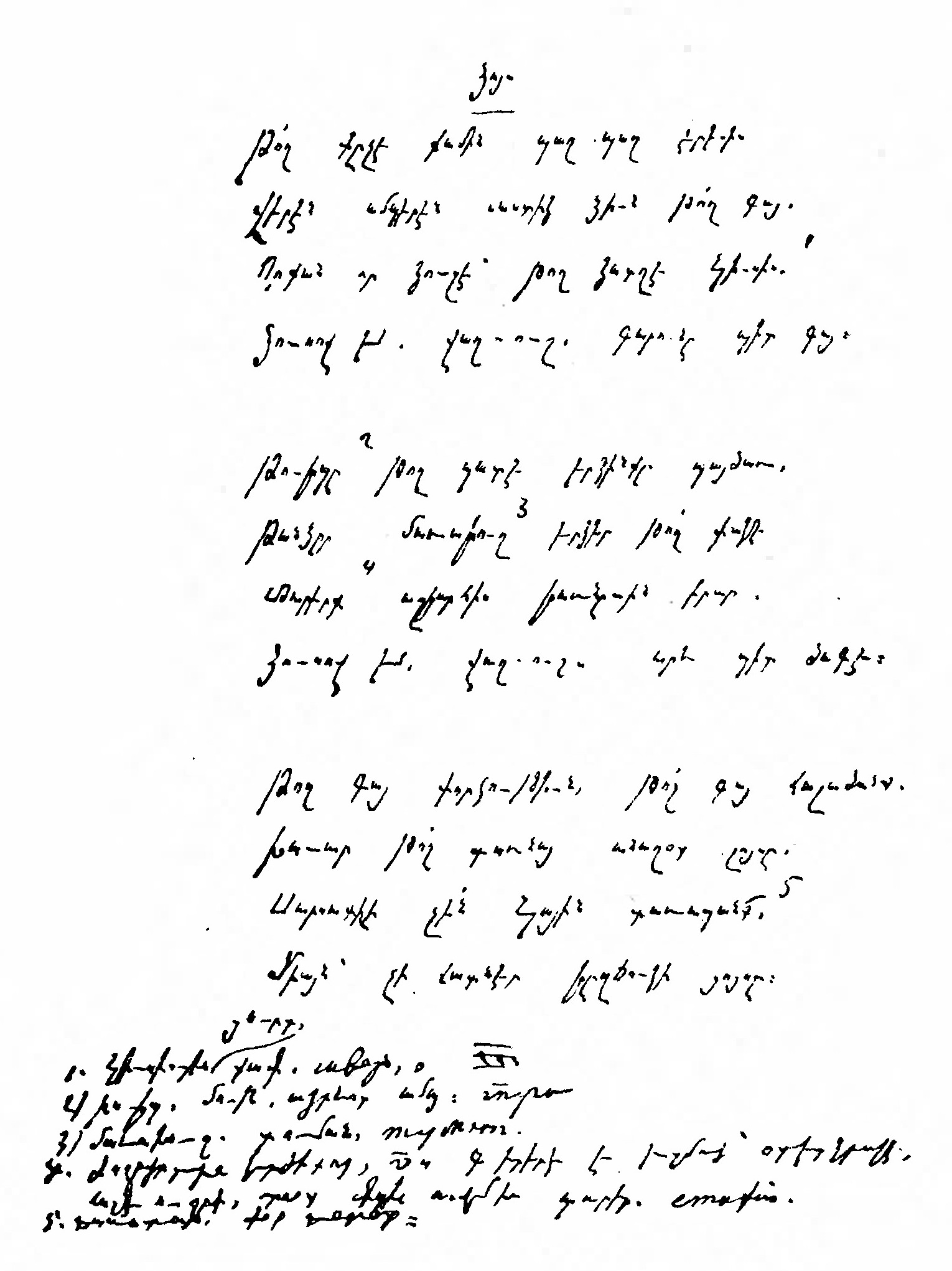
Рукопись Патканяна

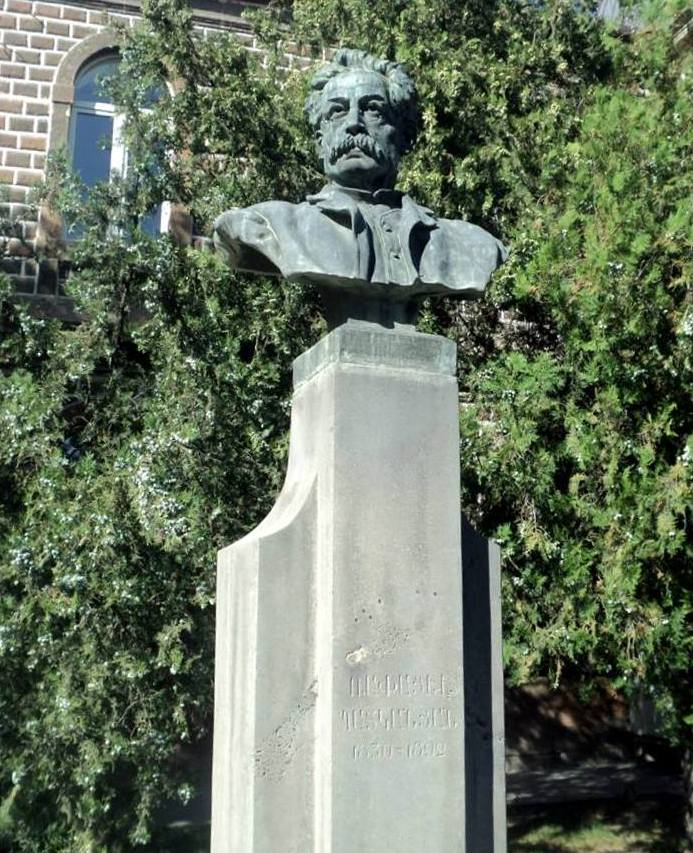
Бюст Рафаэла Патканяна в Эчмиадзине

Писал преимущественно на литературном армянском языке, также на русском и на родном для себя нор-нахичеванском диалекте. Большая часть произведений стихотворные, однако писал также прозу — в основном рассказы и очерки.
Лейтмотивом произведений Р. Патканяна является идея национального освобождения народа Западной Армении, находившегося под властью Османской империи. Автор взывал к национальному самосознанию армян и нередко прямо призывал их к вооруженной борьбе за независимость — в частности, в таких стихотворениях 1850-х годов, как «Слёзы Аракса», «Песнь матери Агаси», исторической поэме «Смерть храброго Вардана Мамиконяна».
При этом в творчестве Р. Патканяна отражены горячие симпатии к русскому народу и России. Наиболее заметно эти мотивы прослеживаются в стихах, созданных в период Русско-турецкой войны 1877—1878 годов — например, рассказ «Война» (1877 год) стихотворный цикл «Вольные песни» (1878 год).
На более позднем этапе, не отказываяь от гражданской лирики, создал также ряд сатирических произведений — стихотворный цикл «Лира Нового Нахичевана» (1879 год), а также повестей и рассказов, посвященных острым социальным темам — «Честолюбец» (1880 год), «Госпожа и служанка» (1884 год), «Ходячие трупы» (1889 год).
Кроме того, перевел на армянский язык ряд классических произведений русской и европейской литературы. Так, перу Р. Патканяна принадлежат первые армянские переводы многих басен Эзопа, «Робинзона Крузо» Д. Дефо, «Сказки о рыбаке и рыбке» А. С. Пушкина.
При жизни Р. Патканяна вышло два издания собрания его сочинений (третье увидело свет в 1893 году, через несколько месяцев после смерти автора).
Не менее двадцати стихотворений Патканяна были при его жизни переведены не только на русский, но и на другие европейские языки. Чаще других переводились «Слезы Аракса» — 6 раз (в том числе на русский, немецкий, французский и английский). В числе русских переводчиков Р. Патканяна — прижизненных и посмертных — были многие знаменитые поэты, в частности, В. Я. Брюсов.

## Память

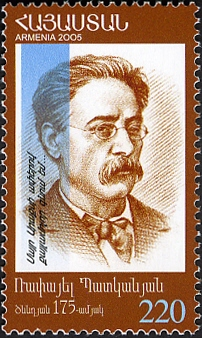
Почтовая марка Армении, 2006 год

В 1901 году на могиле был воздвигнут надгробный памятник работы скульптора А. Тер-Манукяна. 4 декабря 1974 года распоряжением Совета министров РСФСР № 624 он получил статус исторического памятника федерального значения в составе мемориального комплекса «Сурб — Хач» (в комплекс входят также могилы двух других деятелей армянской культуры — М. Налбандяна и А. Аламдаряна, поэта и педагога). В 2006 году была выпущена почтовая марка Армении, посвящённая Патканяну.
Имя Рафаэла Патканяна присвоено литературной студии донских армян, основанной в селе Чалтырь Мясниковского района Ростовской области в декабре 1990 года.